# La Bellière (Seine-Maritime)
Pour les articles homonymes, voir La Bellière.
La Bellière est une commune française située dans le département de la Seine-Maritime, en région Normandie.

## Géographie
| Forges-les-Eaux |                    | Longmesnil |
| Forges-les-Eaux | La Bellière        | Pommereux  |
|                 | Saumont-la-Poterie |            |

### Hydrographie
La commune est située dans le bassin Seine-Normandie. Elle est drainée par l'Epte, le cours d'eau 01 de la Commune de Pommereux et le ruisseau du Moulin Breteau,,.
L'Epte, d'une longueur de 113 km, prend sa source dans la commune de Compainville et se jette  dans la Seine à Notre-Dame-de-la-Mer, après avoir traversé 44 communes. Les caractéristiques hydrologiques de l'Epte sont données par la station hydrologique située sur la commune de Saumont-la-Poterie. Le débit moyen mensuel est de 0,343 m3/s. Le débit moyen journalier maximum est de 7,04 m3/s, atteint lors de la crue du 16 décembre 2011. Le débit instantané maximal est quant à lui de 11,1 m3/s, atteint le même jour.

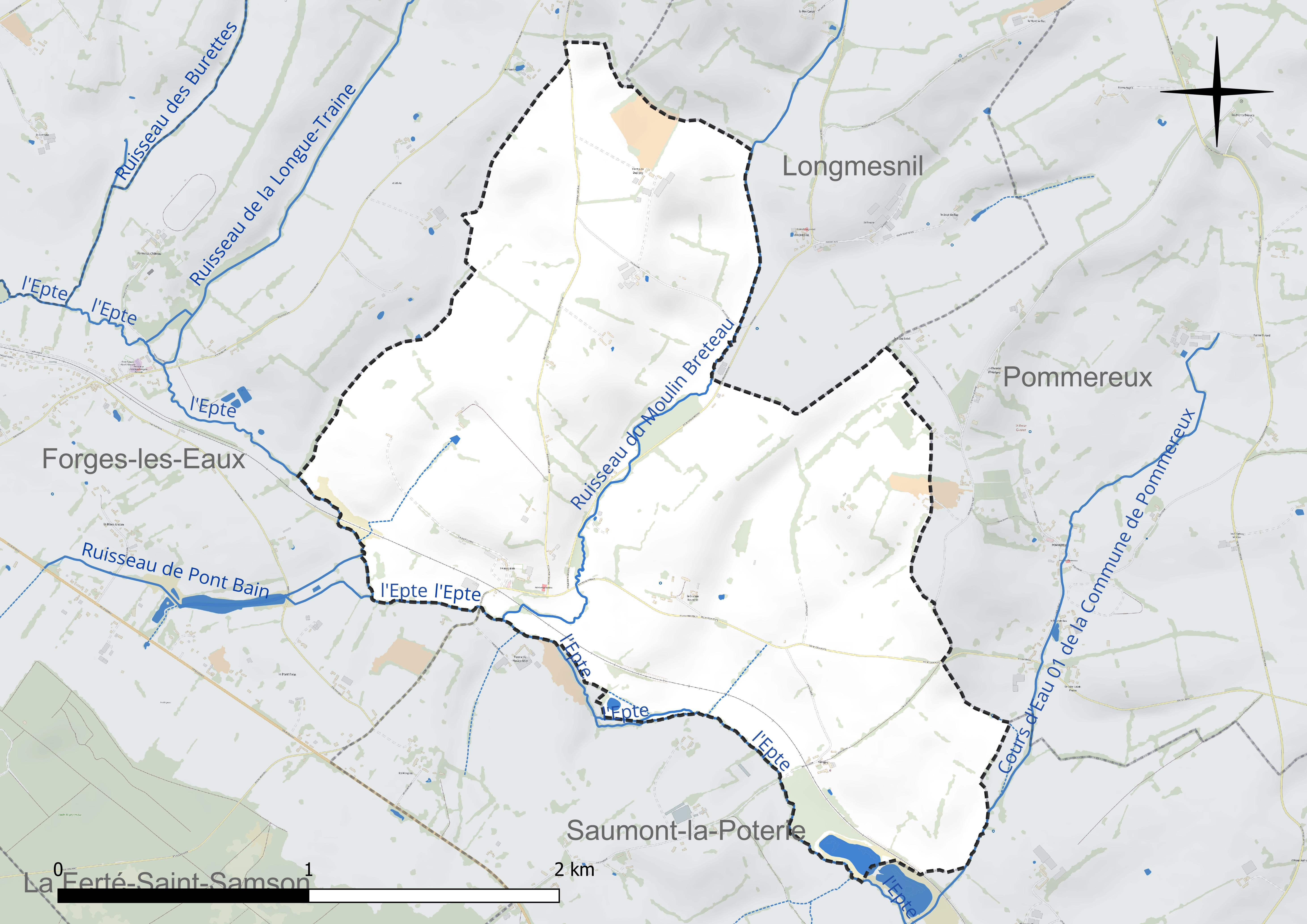
Réseau hydrographique de la Bellière.

### Climat
Pour des articles plus généraux, voir Climat de la Normandie et Climat de la Seine-Maritime.
En 2010, le climat de la commune est de type climat océanique dégradé des plaines du Centre et du Nord, selon une étude du CNRS s'appuyant sur une série de données couvrant la période 1971-2000. En 2020, Météo-France publie une typologie des climats de la France métropolitaine dans laquelle la commune est exposée à un climat océanique et est dans la région climatique Côtes de la Manche orientale, caractérisée par un faible ensoleillement (1 550 h/an) ; forte humidité de l’air (plus de 20 h/jour avec humidité relative > 80 % en hiver), vents forts fréquents. Parallèlement le GIEC normand, un groupe régional d’experts sur le climat, différencie quant à lui, dans une étude de 2020, trois grands types de climats pour la région Normandie, nuancés à une échelle plus fine par les facteurs géographiques locaux. La commune est, selon ce zonage, exposée à un « climat contrasté des collines », correspondant au Pays de Bray, bien arrosé et frais.
Pour la période 1971-2000, la température annuelle moyenne est de 10 °C, avec une amplitude thermique annuelle de 13,6 °C. Le cumul annuel moyen de précipitations est de 812 mm, avec 12,9 jours de précipitations en janvier et 8,6 jours en juillet. Pour la période 1991-2020, la température moyenne annuelle observée sur la station météorologique la plus proche, située sur la commune de Forges-les-Eaux à 4 km à vol d'oiseau, est de 10,7 °C et le cumul annuel moyen de précipitations est de 860,1 mm,. Pour l'avenir, les paramètres climatiques de la commune estimés pour 2050 selon différents scénarios d’émission de gaz à effet de serre sont consultables sur un site dédié publié par Météo-France en novembre 2022.

## Urbanisme

### Typologie
Au 1er janvier 2024, La Bellière est catégorisée commune rurale à habitat très dispersé, selon la nouvelle grille communale de densité à sept niveaux définie par l'Insee en 2022.
Elle est située hors unité urbaine. Par ailleurs la commune fait partie de l'aire d'attraction de Gournay-en-Bray, dont elle est une commune de la couronne,. Cette aire, qui regroupe 21 communes, est catégorisée dans les aires de moins de 50 000 habitants,.

### Occupation des sols
L'occupation des sols de la commune, telle qu'elle ressort de la base de données européenne d’occupation biophysique des sols Corine Land Cover (CLC), est marquée par l'importance des territoires agricoles (100 % en 2018), une proportion identique à celle de 1990 (100 %). La répartition détaillée en 2018 est la suivante : 
prairies (95,1 %), terres arables (4,9 %). L'évolution de l’occupation des sols de la commune et de ses infrastructures peut être observée sur les différentes représentations cartographiques du territoire : la carte de Cassini (XVIIIe siècle), la carte d'état-major (1820-1866) et les cartes ou photos aériennes de l'IGN pour la période actuelle (1950 à aujourd'hui).

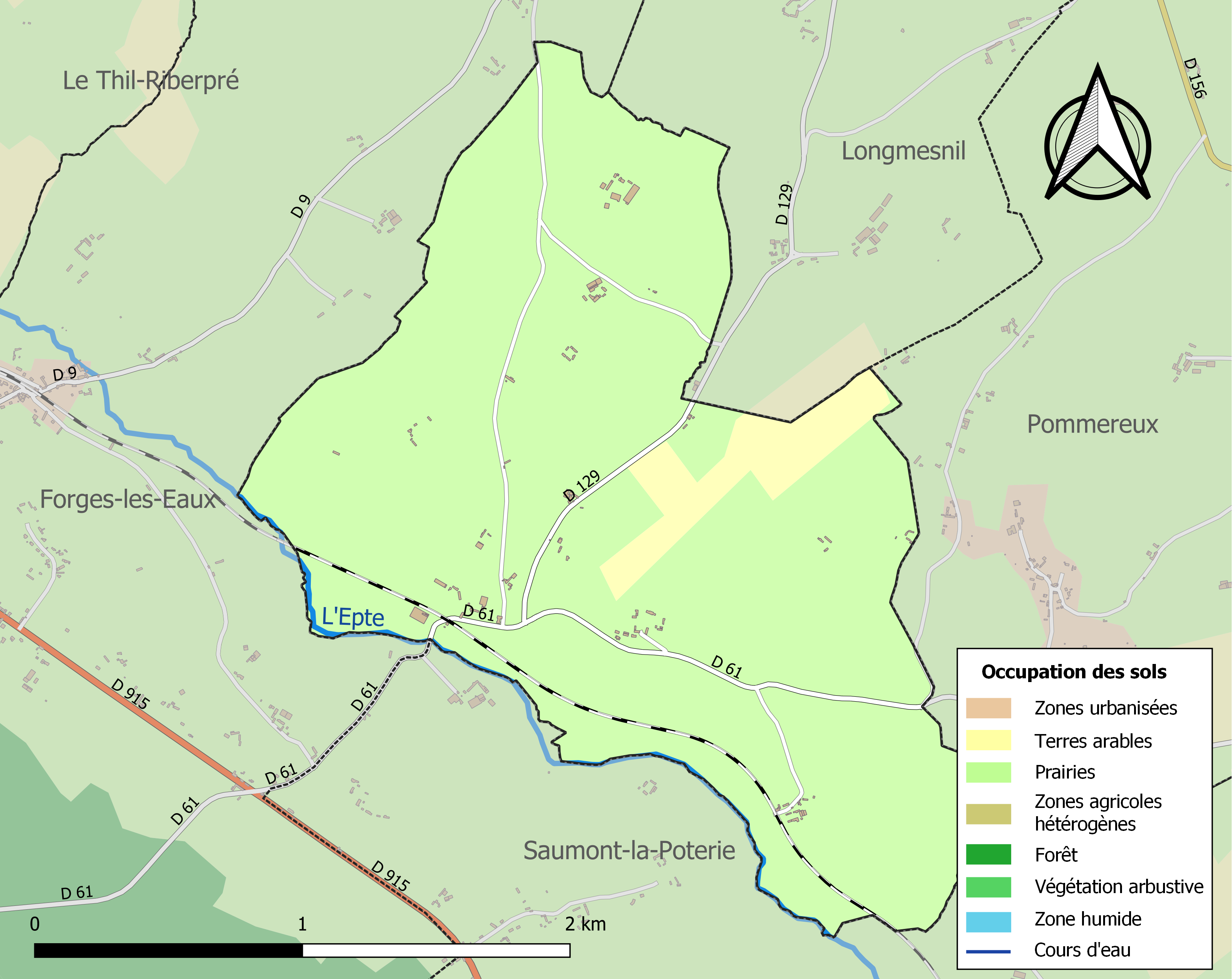
Carte des infrastructures et de l'occupation des sols de la commune en 2018 (CLC).

## Toponymie
Le nom de la localité est attesté sous la forme Berleria fin du XIIe siècle,.
Ce toponyme signifie la « cressonnière », le vieux français d'origine gauloise berle (en Normandie bêle ou « faux cresson » ayant le sens de cresson.

## Histoire
L'étendue de la commune, créée à la suite de la Révolution, fut la même que la paroisse catholique de La Bellière. Sur cette paroisse, qui faisait autrefois partie du Beauvoisis, étaient assis cinq fiefs :
1° Erigny, avec une église (effondrée le 9 avril 1734 et abandonnée). Cette dernière fut la première église paroissiale de La Bellière ;
2° le fiefferme noble de la Bellière, dit la ferme des Routhils ;
3° le fief de la Bellière proprement dit ;
4° et 5° les parties de fief de Gaillonnet et de Rocquemont, membres du fief de Maucomble , sis en la paroisse de Saumont-la-Poterie, au sud de La Bellière. (Réf. Les Cloches du Pays de Bray - Dieudonné Dergny, Paris et Rouen, 1863, p. 125 et suiv.)
« Prise à fieffe, par Guillaume d'Abancourt, écuyer, demeurant à Abancourt, de Simon Le Porchier de Fremeville, écuyer, de ce que ce dernier possédait en la paroisse de la Bellière, avec la mote et le plesseis, et les dépendances en la paroisse d'Eregny, de Pommereus, de Gaillefontaines, de Nouiers et de Loncmesnil, 1324. » (Réf. M. Ch. de Robillard de Beaurepaire, Inventaire sommaire des archives départementales de la Seine-Inférieure, antérieures à 1790, série G item G3976 Liasse).

## Politique et administration
| Période                                  | Période                    | Identité          | Étiquette | Qualité                         |
| ---------------------------------------- | -------------------------- | ----------------- | --------- | ------------------------------- |
| 1908                                     |                            | Georges Lhermitte |           |                                 |
| Les données manquantes sont à compléter. |                            |                   |           |                                 |
| mars 2001                                | mars 2014                  | Claudine Caron    |           |                                 |
| mars 2014                                | En cours (au 10 août 2020) | Odile Dion        |           | Réélue pour le mandat 2020-2026 |

## Démographie
L'évolution du nombre d'habitants est connue à travers les recensements de la population effectués dans la commune depuis 1793. Pour les communes de moins de 10 000 habitants, une enquête de recensement portant sur toute la population est réalisée tous les cinq ans, les populations de référence des années intermédiaires étant quant à elles estimées par interpolation ou extrapolation. Pour la commune, le premier recensement exhaustif entrant dans le cadre du nouveau dispositif a été réalisé en 2005.

En 2022, la commune comptait 50 habitants, en évolution de −10,71 % par rapport à 2016 (Seine-Maritime : +0,35 %, France hors Mayotte : +2,11 %).
| 1793 | 1800 | 1806 | 1821 | 1831 | 1836 | 1841 | 1846 | 1851 |
| ---- | ---- | ---- | ---- | ---- | ---- | ---- | ---- | ---- |
| 96   | 144  | 127  | 134  | 134  | 140  | 151  | 140  | 124  |

| 1856 | 1861 | 1866 | 1872 | 1876 | 1881 | 1886 | 1891 | 1896 |
| ---- | ---- | ---- | ---- | ---- | ---- | ---- | ---- | ---- |
| 119  | 105  | 102  | 95   | 132  | 147  | 137  | 137  | 138  |

| 1901 | 1906 | 1911 | 1921 | 1926 | 1931 | 1936 | 1946 | 1954 |
| ---- | ---- | ---- | ---- | ---- | ---- | ---- | ---- | ---- |
| 137  | 129  | 119  | 101  | 90   | 94   | 92   | 92   | 84   |

| 1962 | 1968 | 1975 | 1982 | 1990 | 1999 | 2005 | 2006 | 2010 |
| ---- | ---- | ---- | ---- | ---- | ---- | ---- | ---- | ---- |
| 92   | 90   | 62   | 75   | 54   | 71   | 61   | 60   | 54   |

| 2015 | 2020 | 2022 | - | - | - | - | - | - |
| ---- | ---- | ---- | - | - | - | - | - | - |
| 56   | 53   | 50   | - | - | - | - | - | - |

## Culture locale et patrimoine

### Lieux et monuments
Église Saint-Laurent.